# Weiherhaus (Dinkelsbühl)
Weiherhaus ist ein Gemeindeteil der Großen Kreisstadt Dinkelsbühl im Landkreis Ansbach (Mittelfranken, Bayern). Weiherhaus liegt in der Gemarkung Dinkelsbühl.

## Geographie
Die Einöde liegt nördlich des Ölgrabens, der zahlreiche Weiher speist und bei Dinkelsbühl als linker Zufluss in die Wörnitz mündet. Im Norden grenzt der Tigertwald an, im Nordwesten erhebt sich der Achtelbuck. Ein Anliegerweg verläuft nach Botzenweiler (0,5 km östlich).

## Geschichte
Die Fraisch über Weiherhaus war strittig zwischen dem ansbachischen Oberamt Wassertrüdingen, dem oettingen-spielbergischen Oberamt Dürrwangen und der Reichsstadt Dinkelsbühl. Gegen Ende des 18. Jahrhunderts gab es zwei Anwesen. Die Reichsstadt Dinkelsbühl war Grundherr der beiden Häuser.
Infolge des Gemeindeedikts wurde Weiherhaus dem 1809 gebildeten Steuerdistrikt und der im selben Jahr gebildeten Munizipalgemeinde Dinkelsbühl zugeordnet.

## Einwohnerentwicklung
| Jahr      | 001818 | 001840 | 001871 | 001885 | 001900 | 001925 | 001950 | 001961 | 001970 | 001987 |
| Einwohner | 15     | 9      | 11     | 13     | 20     | 12     | 11     | 6      | 10     | 8      |
| Häuser    | 3      | 1      |        | 4      | 4      | 3      | 3      | 2      |        | 2      |
| Quelle    | [ 9 ]  | [ 10 ] | [ 11 ] | [ 12 ] | [ 13 ] | [ 14 ] | [ 15 ] | [ 16 ] | [ 17 ] | [ 1 ]  |

## Religion
Der Ort ist evangelisch-lutherisch geprägt und bis heute nach St. Peter (Sinbronn) gepfarrt. Die Katholiken sind nach St. Georg (Dinkelsbühl) gepfarrt.